# Szvéti evangyeliomi
Szvéti evangyeliomi, kasnije Szvéti evangeliomi (Sveta evanđelja), prekomurski je evanđelistar koji je napisao Mikloš Küzmič, dekan Slovenske okrogline (Prekomurje) i svećenik u Kančevcima. Izdao je knjigu 1780. godine u Sopronu kod Józsefa Siessa, koji je tiskao i knjige gradišćanskih Hrvata.